# Lac Mirepoix
Lac Mirepoix är en sjö i Kanada.   Den ligger i regionen Saguenay–Lac-Saint-Jean och provinsen Québec, i den östra delen av landet, 600 km nordost om huvudstaden Ottawa. Lac Mirepoix ligger 541 meter över havet. Arean är 6,2 kvadratkilometer. Den sträcker sig 5,3 kilometer i nord-sydlig riktning, och 3,7 kilometer i öst-västlig riktning.
Trakten runt Lac Mirepoix är nära nog obefolkad, med mindre än två invånare per kvadratkilometer.